# Будра волосистая
Будра волосистая, или Будра жёстковолосистая (лат. Glechoma hirsuta) — многолетнее травянистое растение; вид рода Будра (Glechoma) семейства Яснотковые (Lamiaceae).

## Ботаническое описание
Многолетник. Растение целиком покрыто длинными, белыми, оттопыренными волосками.
Стебли прямые или слегка восходящие, 30—80 см высотой, с многочисленными ползучими побегами.
Листья черешковые, черешки нижних листьев 2—3 см длиной, средних — не превышают 1 см; листья по краю городчатые, нижние почковидно-сердцевидные, средние сердцевидные.
Цветки собраны в 4—7-цветковые мутовки в пазухах средних и верхних листьев; прицветники тонкие, нитевидные, немного короче цветоножек; венчик синевато-лиловый, 18—20 (25) мм длиной с широкой трубкой, в 3,5 раза превышающей чашечку; чашечка опушённая, узкая, трубчатая, 8—10 мм длиной, с зубцами шиловидно заострёнными, равными половине трубки. Цветёт в апреле — мае.
Орешки буроватые, 4 мм длиной.

## Распространение и местообитание
- в России: европейская часть страны.
- в мире: Восточная Европа.

## Охранный статус

### В России
Вид растёт на территории нескольких особо охраняемых природных территорий России.

### На Украине
Решением Луганского областного совета № 32/21 от 03.12.2009 г. вид входит в «Список регионально редких растений Луганской области».